# Voetbalkampioenschap van Harz 1923/24
In 1923/24 werd het twaalfde voetbalkampioenschap van Harz gespeeld, dat georganiseerd werd door de Midden-Duitse voetbalbond. Nadat de competitie van 1919 tot 1923 ondergebracht werd als tweede klasse gespeeld onder de grotere Kreisliga Elbe werd deze nu als Gauliga Harz terug de hoogste klasse. Clubs uit Aschersleben en Staßfurt, die voorheen ook in de competitie van Harz speelden werden nu ingedeeld in de Gauliga Elbe-Bode. 
Preußen Halberstadt werd eerste, maar omdat ze twee wedstrijden meer gespeeld hadden dan FC Germania 1900 Halberstadt, dat één punt minder telde, werd deze club afgevaardigd voor de Midden-Duitse eindronde. De club versloeg SV 09 Staßfurt en verloor dan van Hallescher FC Wacker. 

## Gauliga
| Plaats | Club                         | Wed. | W | G | V | Saldo | Ptn. |
| ------ | ---------------------------- | ---- | - | - | - | ----- | ---- |
| 1.     | FC Preußen 1909 Halberstadt  | 8    | 6 | 0 | 2 | 21:11 | 12:4 |
| 2.     | FC Germania 1900 Halberstadt | 6    | 5 | 1 | 0 | 64:24 | 11:1 |
| 3.     | Quedlinburger SV 1904        | 7    | 3 | 1 | 3 | 30:18 | 7:7  |
| 4.     | VfB Borussia Halberstadt     | 0    | 0 | 0 | 0 | 0:0   | 0:0  |
| 5.     | SV Germania 1916 Wernigerode | 1    | 0 | 0 | 1 | 1:2   | 0:2  |
| 6.     | VfB Blankenburg              | 1    | 0 | 0 | 1 | 0:2   | 0:2  |
| 7.     | FC Viktoria 1910 Wernigerode | 3    | 0 | 0 | 3 | 2:15  | 0:6  |
| 8.     | SpVgg 1904 Thale             | 4    | 0 | 0 | 4 | 2:16  | 0:8  |

|  | Geplaatst voor Midden-Duitse eindronde |